# Sistema óptico

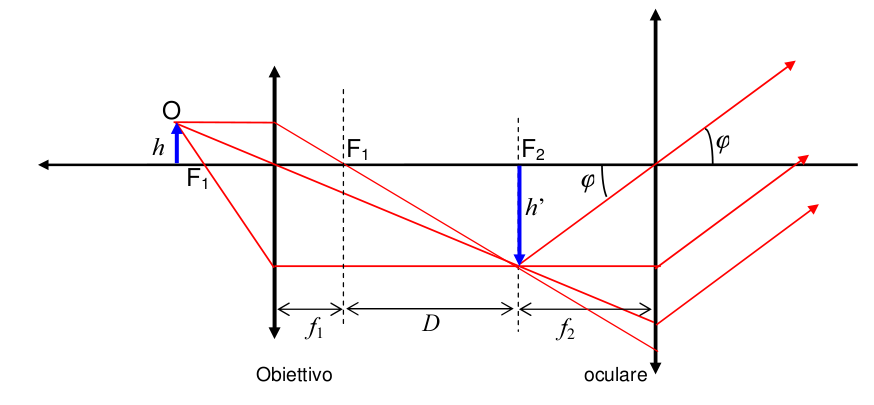
Esquema del sistema óptico centrado de un microscopio, formado por el objetivo y el ocular, representados como segmentos perpendiculares al eje del sistema.

En óptica geométrica se denomina sistema óptico a un conjunto de superficies que separan medios con distintos índices de refracción.
Estas superficies pueden ser refractantes o espejos, pero no tienen por qué ser de revolución ni presentar ningún tipo de alineación. Con frecuencia nos encontramos con sistemas formados por superficies esféricas, con sus centros de curvatura situados sobre una misma recta llamada eje del sistema o eje óptico. A estos sistemas se les denomina sistemas ópticos centrados, aunque con frecuencia se omite este último adjetivo al referirse a ellos.
Los sistemas ópticos pueden clasificarse en:
- Dióptricos, si están formados solo por superficies refractantes.
- Catóptricos, si lo están solo por espejos.
- Catadióptricos, si están formados por unos y otros.

## Limitación de rayos
Los haces de rayos que atraviesan un sistema pueden estar limitados por la propia montura de la lente o por placas con orificios generalmente circulares que se interponen en su camino. Técnicamente, tanto unos como otros reciben el nombre de diafragmas.

### Diafragma de apertura
Al diafragma que limita el haz que, procedente de un punto del eje óptico, penetra en el sistema, se le denomina diafragma de apertura.  

### Medida de la limitación
Una medida del tamaño de los haces se obtiene mediante dos magnitudes:
- La apertura relativa o número f para objetos situados en el infinito.
- La apertura numérica para objetos situados a distancias finitas.

### Aproximación paraxial
Cuando el diafragma de apertura presenta un orificio muy pequeño, los rayos que lo atraviesan penetran en el sistema con una pequeña inclinación. En este caso la imagen obtenida es lo más parecido que podemos exigir en óptica a una representación perfecta. Pero para que esto se produzca hay que mantener fuertes restricciones sobre apertura y tamaño de los objetos.

### Aberraciones
Por desgracia, al aumentar las aperturas o el tamaño de los objetos, aparecen defectos que denominamos aberraciones, que pueden clasificarse en:
1. Aberración esférica
2. Coma
3. Astigmatismo
4. Curvatura de campo (Petzval)
5. Distorsión
6. Aberración cromática

## Cálculo de un sistema óptico
El cálculo de un sistema óptico es una tarea que conjuga ciencia, experiencia  e intuición. En un primer paso se procede a sustituir el sistema buscado por una lente delgada de potencia equivalente. Una vez determinada esta se procede al doblado de la lente: su sustitución por varias lentes gruesas de potencia equivalente. En este paso existen infinitas posibilidades, en las que se procede al cálculo y corrección de las aberraciones producidas por medio de diversos métodos.